# Iglesia de Nuestra Señora de la Purificación (Escamilla)
La iglesia parroquial de Nuestra Señora de la Purificación es una iglesia de España localizada en el municipio de Escamilla, perteneciente a la provincia de Guadalajara, en la comunidad autónoma de Castilla-La Mancha. El edificio fue declarado monumento histórico-artístico nacional —antecedente de la figura de Bien de Interés Cultural— el 2 de febrero de 1979 (fue publicado el Real Decreto en el Boletín Oficial del Estado el 21 de marzo de ese mismo año.
La torre de la iglesia, de estilo barroco, cuenta con 4 cuerpos; la parte superior está ornamentada con pináculos. 
Son destacables también de la iglesia las formas exteriores —que responden a una sensibilidad neoclásica—, las portadas, la veleta que remata la torre, y el interior renacentista.